# 8052 Novalis
8052 Novalis (2093 P-L) là một tiểu hành tinh vành đai chính được phát hiện ngày 24 tháng 9 năm 1960 Cornelis Johannes van Houten, Ingrid van Houten-Groeneveld và Tom Gehrels ở Đài thiên văn Palomar.